# لوید الکساندر
 لیوید الکساندر (انگلیسی: Lloyd Alexander؛ ۳۰ ژانویهٔ ۱۹۲۴ – ۱۷ مهٔ ۲۰۰۷) یک نویسنده اهل ایالات متحده آمریکا بود. 